# Turm Brune

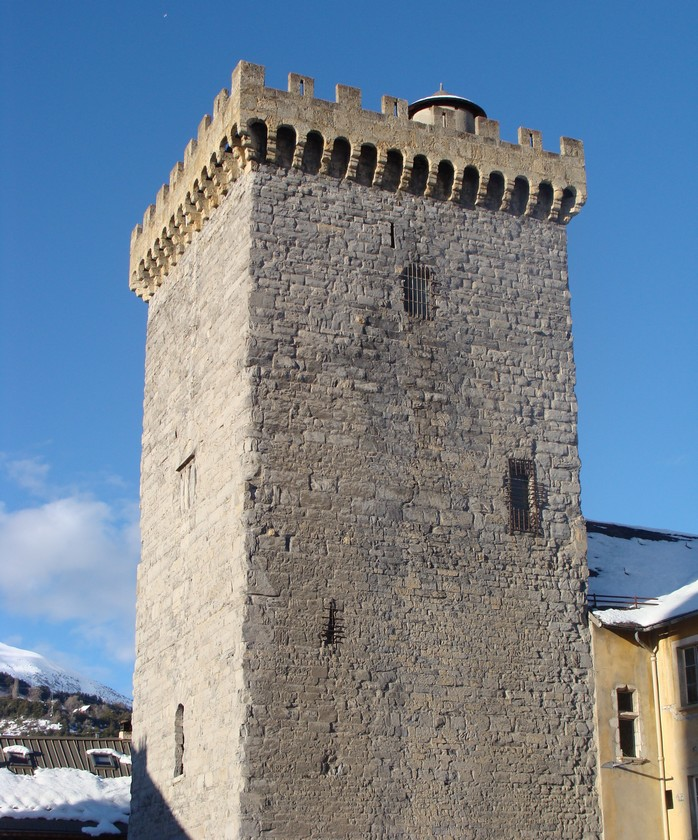
Turm Brune in Embrun

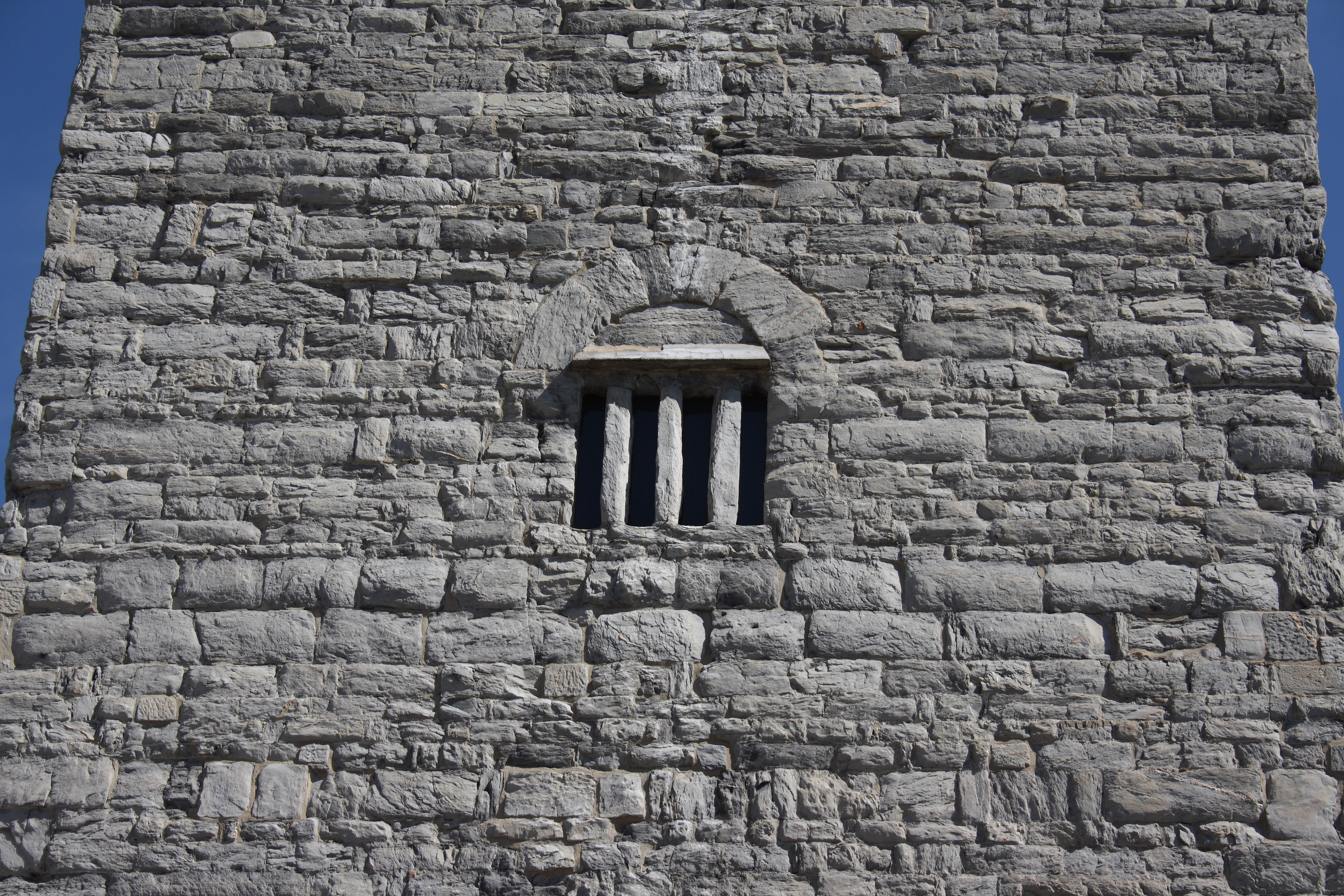
Detail des Turms

Der Turm Brune (französisch Tour brune) in Embrun, einer französischen Stadt im Département Hautes-Alpes in der Region Provence-Alpes-Côte d’Azur, ist ein Donjon aus dem 12. Jahrhundert. Das Bauwerk, das sich gegenüber der Kathedrale befindet, steht seit 1927 unter Denkmalschutz (Monument historique).

## Geschichte
Der Turm ist ein ehemaliger Wohn- und Wehrturm der Erzbischöfe von Embrun. Er ist der einzige Zeuge der befestigten Anlage aus dem 12./13. Jahrhundert, die sich neben der Kathedrale von Embrun befand. Der rechteckige Turm schließt oben mit Pechnasen und Zinnen ab. Sein Name leitet sich von der alten Bezeichnung Tour d'Ambrune ab. Im Laufe seiner Geschichte diente er als Wohnturm, als Lager und als Gefängnis. Im 17. bzw. 18. Jahrhundert wurden Zwischenetagen eingebaut, um mehr Räume zu schaffen.
Der Turm, der seit 1934 im Besitz der Stadt Embrun ist, hat eine Höhe von 27 Metern. Seine Mauern haben eine Stärke von 1,80 m. 1927 wurde sein Dach in Form einer Terrasse umgebaut.